# Ramas Charschiladse
Ramas Charschiladse (georgisch რამაზ ხარშილაძე; * 16. Januar 1951 in Natsargora, Innerkartlien, Georgische SSR; † 13. September 2017 in Chaschuri) war ein sowjetischer Judoka, der in den 1970er Jahren im Halbschwergewicht antrat. Er gewann eine olympische Silbermedaille.
Der 1,82 m große Athlet von VS Tiflis war 1971 Gewinner der Silbermedaille im Mittelgewicht bei den Junioren-Europameisterschaften. Ab 1974 trat er im Halbschwergewicht an. 1975 siegte er mit der sowjetischen Mannschaft bei den Teameuropameisterschaften. Bei den Judo-Weltmeisterschaften 1975 in Wien gewann er seine ersten vier Kämpfe, unterlag dann aber im Halbfinale gegen den Japaner Michinori Ishibashi. Im Kampf um Bronze besiegte Charschiladse den Briten Peter Donnelly. 1976 belegte die sowjetische Mannschaft den zweiten Platz bei den Teameuropameisterschaften. Bei den Olympischen Spielen 1976 in Montreal gewann er vier Kämpfe, im Finale siegte der Japaner Kazuhiro Ninomiya. In den nächsten Jahren gewann Charschiladse noch mehrmals internationale Turniere, sein einziger Erfolg bei einer internationalen Meisterschaft war die Bronzemedaille mit der sowjetischen Mannschaft bei den Teameuropameisterschaften 1980.
1971 und 1973 war Charschiladse sowjetischer Mittelgewichtsmeister im Sambo. Im Judo gewann er von 1974 bis  1976 sowie 1979 und 1980 die sowjetische Meisterschaft im Halbschwergewicht.